# Hermann Köster (Politiker)

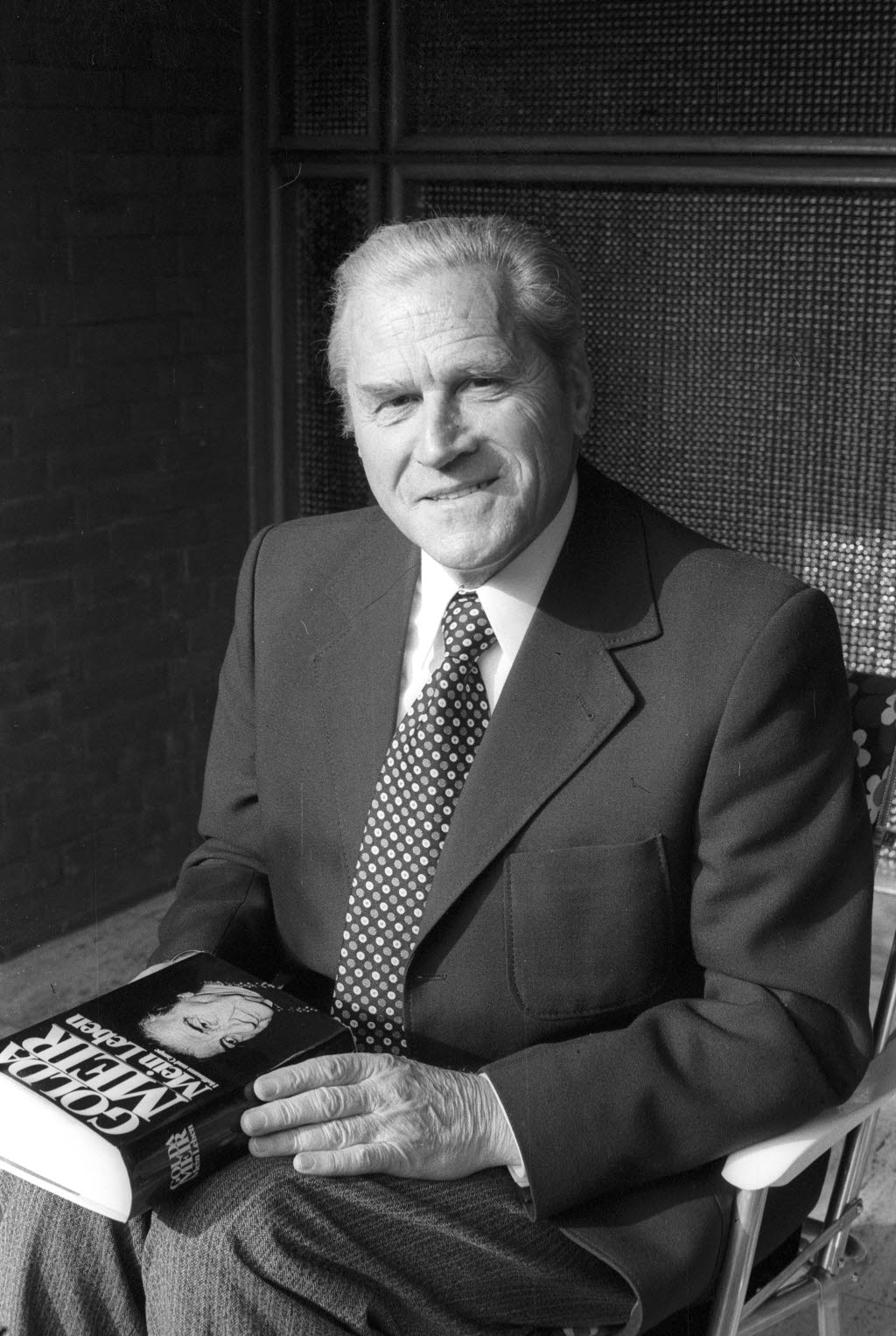
Hermann Köster (1976)

Hermann Köster (* 16. Oktober 1911 in Kiel; † 25. November 1978 ebenda) war ein deutscher Kommunalpolitiker (SPD). Von 1959 bis 1970 war er Stadtpräsident von Kiel.

## Leben
Hermann Köster besuchte nach einer Ausbildung zum Buchdrucker acht Semester die Kunstgewerbeschule. Anschließend absolvierte er eine kaufmännische Ausbildung. Von 1933 bis 1945 war er bei der Marine. Nachdem er nach dem Ende des Zweiten Weltkriegs aus der Kriegsgefangenschaft nach Kiel zurückgekehrt war, arbeitete er als Archivleiter bei der Schleswig-Holsteinischen Volkszeitung.
1946 wurde Köster, der bereits seit 1928 SPD-Mitglied war, in die Kieler Ratsversammlung gewählt, der er bis 1970 angehörte. Zunächst war er für die Stadtwerke und von 1950 bis 1956 für die Berufsfeuerwehr zuständig. Von 1956 bis 1959 war er Dezernent des Sportamtes und anschließend von 1959 bis 1970 Stadtpräsident.
Von 1946 bis 1952 war Köster Aufsichtsratsmitglied der Kieler Verkehrs-AG, ab 1952 Mitglied des Vorstandes und ab 1967 Vorstandsvorsitzender.
Für seine kommunalen Verdienste wurde er mit der Freiherr-vom-Stein-Medaille des Landes Schleswig-Holstein ausgezeichnet und erhielt 1968 das Bundesverdienstkreuz 1. Klasse.